# Langhirano
Langhirano – miejscowość i gmina we Włoszech, w regionie Emilia-Romania, w prowincji Parma.
Według danych na rok 2004 gminę zamieszkiwały 8364 osoby, 119,5 os./km².
Rejon Langhirano jest najważniejszym obszarem wytwarzania oryginalnej szynki parmeńskiej.